# Przewieszony Mur
Przewieszony Mur – skała w Górach Sokolich w obrębie miejscowości Olsztyn w województwie śląskim, w powiecie częstochowskim, w gminie Olsztyn. Znajduje się na północnym stoku Pustelnicy, na Wyżynie Mirowsko-Olsztyńskiej będącej częścią Jury Krakowsko-Częstochowskiej.
Jest to zbudowana z wapieni skała o wysokości 14 m i ścianach połogich, pionowych lub przewieszonych. Znajduje się w lesie, w obrębie rezerwatu przyrody Sokole Góry. Na jej ścianach dawniej uprawiano wspinaczkę skalną. Poprowadzono 3 drogi wspinaczkowe o trudności od VI.1 do VI.4+ w skali polskiej. Mają zamontowane punkty asekuracyjne: ringi (r), stare kotwy (k) i ring zjazdowy (rz). Na drodze nr 3 wspinaczka tradycyjna (trad). Obecnie wspinaczka na tej skale jest zabroniona.
1. Guarana; VI.4+, 5r + k + rz
2. Projekt otwarty; 5r + rz
3. Rysa bezimienna; VI.1, trad
4. Papa Dance; VI.3/3+, potrzebna pętla[2].

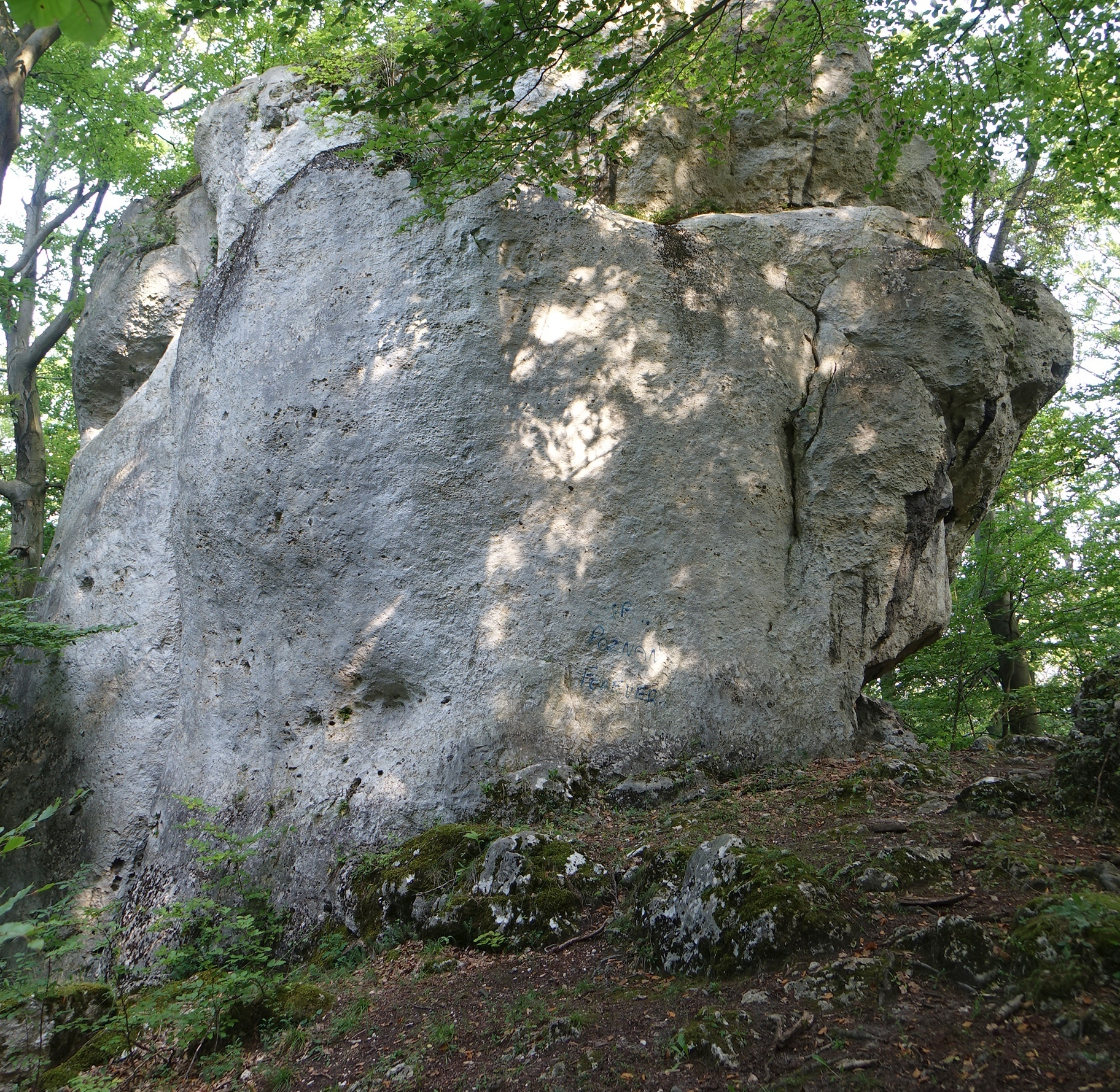
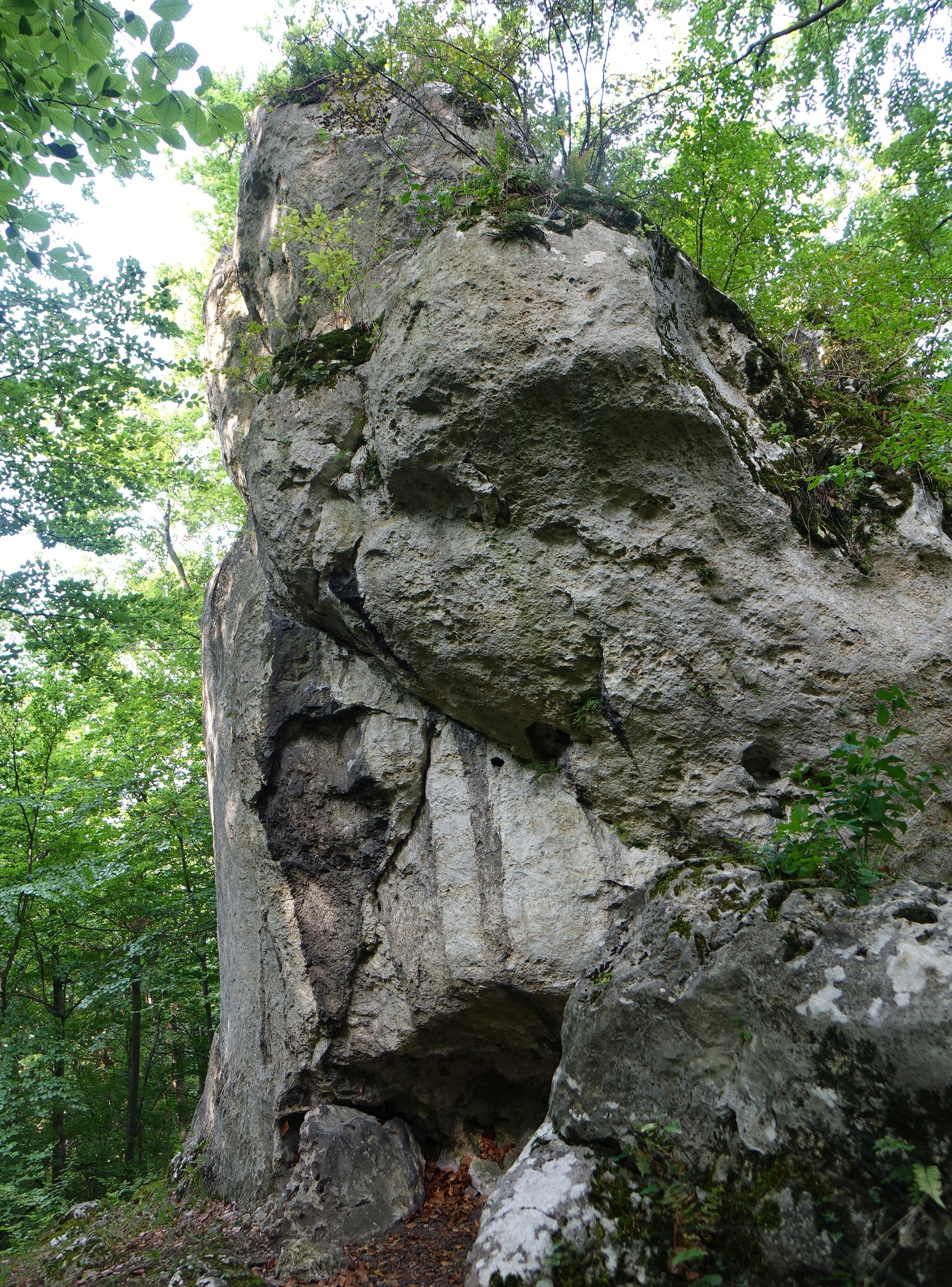
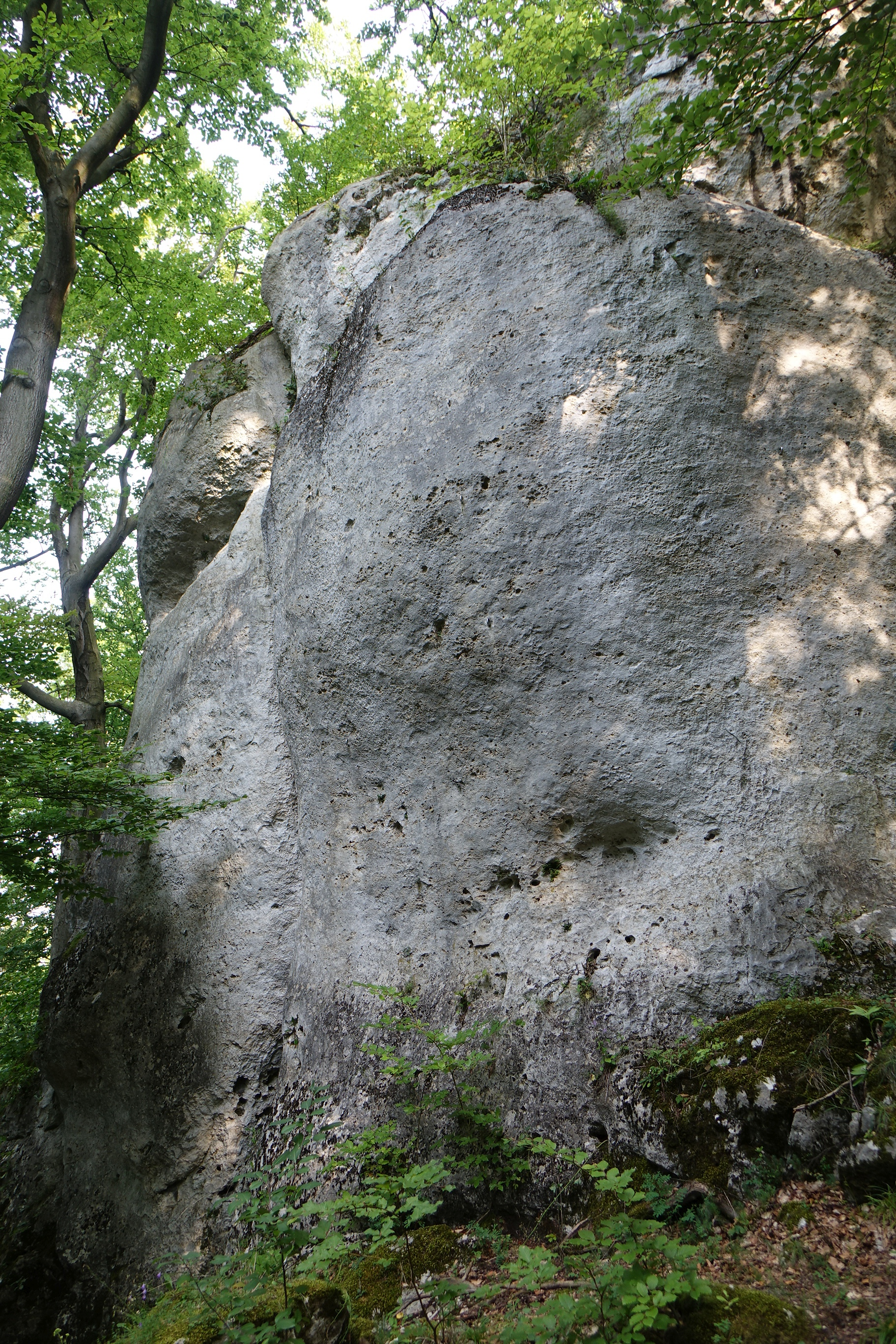
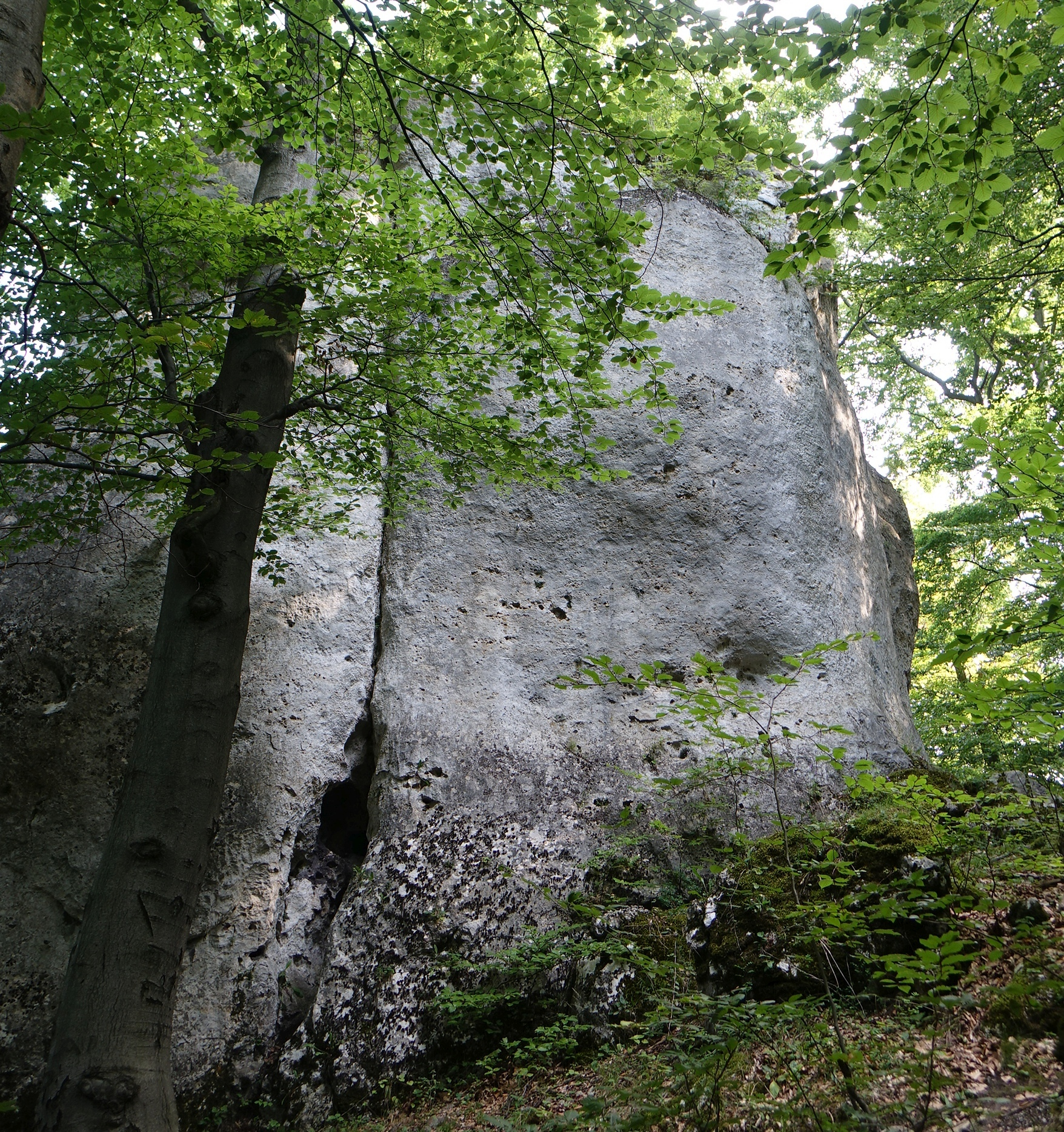
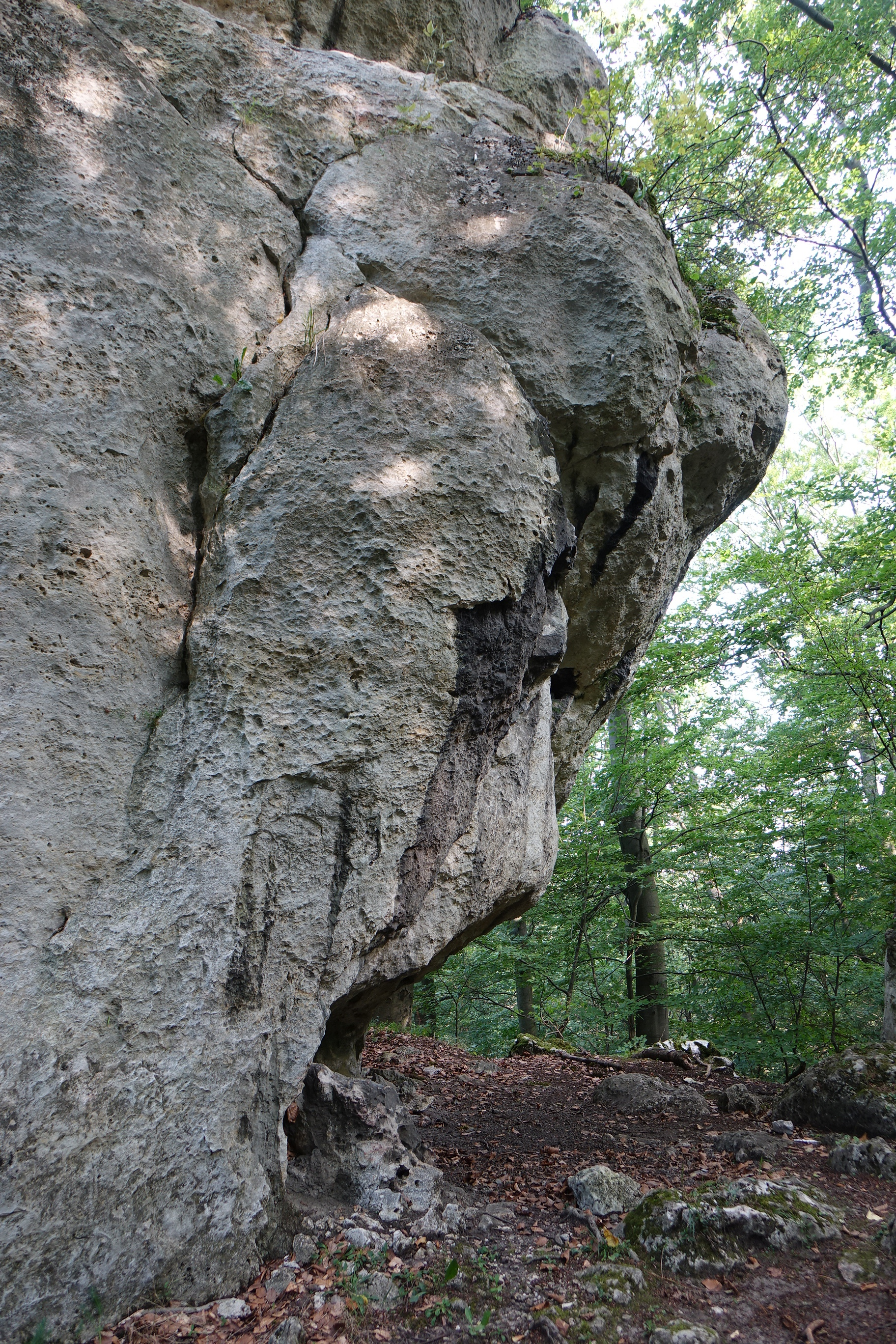